# Petrel czapeczkowy
Petrel czapeczkowy (Pterodroma cervicalis occulta) – podgatunek petrela białoszyjego, ptaka morskiego z rodziny burzykowatych (Procellariidae). Przez część systematyków uznawany za osobny gatunek. Występuje przypuszczalnie endemicznie na wyspach w północnej części Vanuatu.

## Taksonomia
Ten mało poznany ptak został opisany jako nowy gatunek na podstawie okazów muzealnych w 2001 r. i nie jest zaakceptowany (jako takson w randze gatunku) przez wszystkich specjalistów.
Angielska nazwa zwyczajowa tego ptaka – Falla's Petrel – upamiętnia nowozelandzkiego ornitologa – Roberta Alexandra Fallę.

## Opis
Wyglądem przypomina podgatunek nominatywny petrela białoszyjego, ale jest nieznacznie od niego mniejszy (40 cm długości i 300–350 g masy ciała). Ma czarny czub, białą szyję, ciemnoszary grzbiet, skrzydła i ogon. Spód biały, który podobnie jak u petrela białoszyjego ciemnieje wraz z wiekiem ptaków.

## Zachowanie
Jest to ptak prowadzący samotniczy tryb życia na otwartych wodach południowo-zachodniego Pacyfiku. Charakteryzuje się łagodnym, szybującym lotem. Nie lata za statkami. Pożywia się podczas lotu, zbierając ryby i kałamarnice pływające przy powierzchni wody.